# リブドゥコーポレーション
株式会社 リブドゥコーポレーション（英称：Livedo Corporation）は、愛媛県四国中央市と大阪府大阪市に本社を置く、紙おむつや医療用製品等の製造・販売等をおこなう企業である。

## 会社概要
同社が保有する「リフレ」のブランドによる多品種・多サイズの大人用紙おむつ、軽失禁ケア商品、介護用品・用具などのほかメディカルディスポーザブル用品（医療用不織布製品、キット製品）の製造販売を行う。
大人用紙おむつについては、店頭ルート向けより施設・病院ルートで大きなシェアを持つ。またメディカルディスポーザブル用品については第2位のシェアを持っている。
ベビー用紙おむつは1965年の創業時から生産していたが、シェアの低下により2000年に撤退している。
製紙業界大手の大王製紙や、ライバル企業のユニ・チャームも本店を置く愛媛県四国中央市で創業し、現在も本社を置いている。株式非公開のため一般的な知名度こそ低いものの、近年ラジオCMのオンエアやメディカル事業の進展に伴い、徐々に知名度は浸透しつつある。

## 沿革
- 1965年 - トーヨー衛材株式会社として設立(資本金100万円)
  - 大阪市西区に大阪連絡所を開設
  - 幼児用紙おむつおよびお産用パッドの販売開始
- 1971年6月 - 業界初のパルプ粉砕加工機を導入
- 1986年4月 - 大阪営業本部を設置。
- 1995年8月 - 世界で初の大人用「はくパンツ®」(中軽度失禁用吸収パンツ)を発売
- 1996年8月 - 川之江工場で医療用具製造業認可を取得
- 1997年5月 - 川之江工場で医療用具製造承認を取得
- 2000年2月 - メディカル本部新体制でスタート
- 2001年4月 - フィロソフィーブランド「Livedo(リブドゥ)」を導入
- 2002年
  - 1月 - リブドゥコーポレーションに社名変更
  - 8月 - 『ねたきりになら連』（阿波踊り）ボランティア支援活動開始
- 2003年9月 - 川之江工場をメディカル専用工場に改装
- 2004年
  - 6月 - 大阪本社を設置し、大阪本社・四国本社の2本社体制に転換。
  - 12月 - LiveDo USA,Inc.を開設
- 2005年
  - 3月 - Jリーグ徳島ヴォルティスへの協賛スポンサー開始
  - 10月 - メンリッケヘルスケア社との提携により、BARRIERサージカルガウンの販売を開始
- 2006年
  - 4月 - 栃木芳賀工場を開設
  - 5月 - 紙おむつ事業で花王株式会社と業務・資本提携。
  - 10月 - 東日本での生産拠点として栃木芳賀工場にて大人用紙おむつの生産開始
- 2011年 - 「Livedo-Vision 2020」策定
- 2013年
  - 3月 - 愛媛新居浜工場竣工
  - 8月 - メディカル事業の新工場として愛媛新居浜工場本格稼働
  - 10月 - 「企業活動と医療機関等との透明性に関する指針」を制定
- 2020年3月 - イノベーションセンター竣工。

## 主な商品
- 大人用紙おむつ
- 介護用品・用具
- メディカルディスポーザブル用品（医療用不織布製品、キット製品）

## 主要事業所

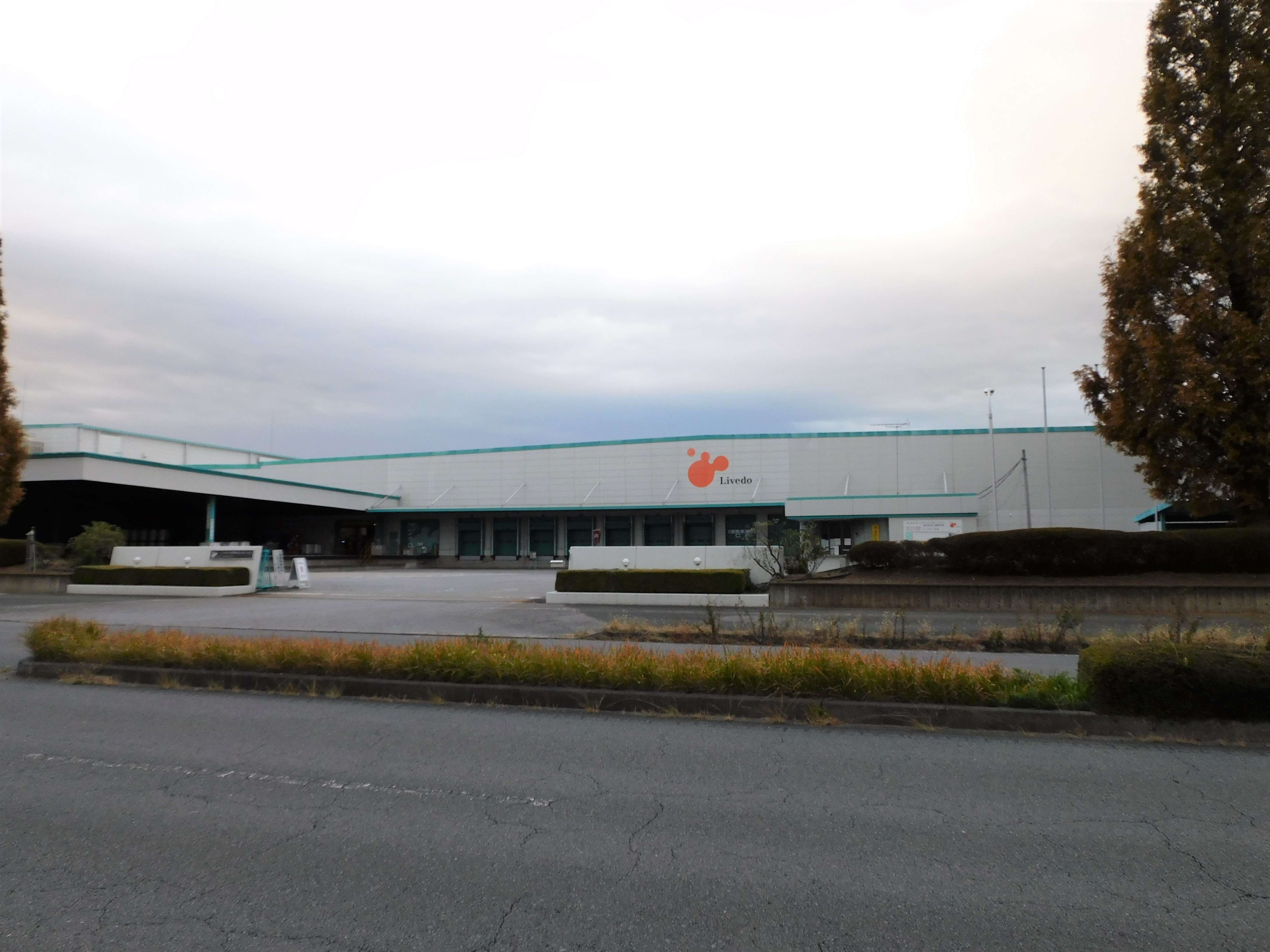
栃木芳賀工場

- 四国本社 - 愛媛県四国中央市金田町半田乙45-2
- 大阪本社 - 大阪府大阪市中央区高麗橋3-4-10 淀屋橋センタービル8F・9F

- 工場・研究所
  - 愛媛川之江工場 - 愛媛県四国中央市金田町半田乙45-2
  - 徳島市場工場 - 徳島県阿波市市場町上喜来字横田17-1
  - 徳島三野工場 - 徳島県三好市三野町清水997-1
  - 徳島貞光工場 - 徳島県美馬郡つるぎ町貞光字小山北89-1
  - 栃木芳賀工場 - 栃木県芳賀郡芳賀町芳賀台89-1 （芳賀工業団地内）
  - 愛媛新居浜工場 - 愛媛県新居浜市観音原町乙118-1
  - イノベーションセンター - 徳島県美馬郡つるぎ町貞光字小山北89-1
- 物流センター
  - 北海道物流センター - 北海道札幌市白石区米里三条3-5-15
  - 東日本物流センター（メディカル） - 東京都江東区越中島1-1-1
  - 静岡物流センター - 静岡県焼津市方ノ上507
  - 大阪物流センター - 大阪府茨木市宮島2-3-1
  - 西日本物流センター（メディカル） - 兵庫県神戸市中央区港島6-3
  - 西日本物流センター（ライフケア） - 徳島県美馬郡つるぎ町貞光字小山北115-88
  - 九州物流センター - 福岡県福岡市東区蒲田3-1-1

## CM
同社が本社を置く四国・関西を中心に、ABCラジオやMBSラジオ、他東海ラジオなどで主に昼から夜の時間帯にかけてCMが放送されている。
なお、旧トーヨー衛材時代の1998年頃にはテレビCMも放送されており、「はくパンツ」のCMに海老一染之助・染太郎を起用していた。
2010年代後半からテレビCMが再開され、戸田恵子やデヴィ夫人が出演している。